# Vladislao Cap
Vladislao Cap (Avellanena, 5 de juliol de 1934 - Buenos Aires, 14 de setembre de 1982) fou un jugador i entrenador de futbol argentí.

## Selecció de l'Argentina
Va formar part de l'equip argentí a la Copa del Món de 1962 i 1974 com a seleccionador.